# Козлово (Калганський район)
Козло́во (рос. Козлово) — село у складі Калганського району Забайкальського краю, Росія. Адміністративний центр та єдиний населений пункт Козловського сільського поселення.

## Населення
Населення — 175 осіб (2010; 218 у 2002).
Національний склад (станом на 2002 рік):
- росіяни — 99 %